# Manikala Rai
Pour les articles homonymes, voir Rai.
Manikala Rai, née le 27 novembre 1988 à Takasindu Solukhumbu au Népal, est une coureuse de trail et d'ultra-trail népalaise. Elle s'est illustrée en décembre 2013 en remportant The North Face 100km à Hong-Kong.

## Biographie
Manikala Rai est née dans un village de montagne au Népal dans le district de Solukhumbu. Elle a suivi une éducation dans un village voisin avant de rejoindre la capitale à l'âge de 20 ans pour poursuivre ses études. Afin de payer ses études, elle se fait porteur avec son frère dans différentes régions du Népal. Elle découvre le trail running en participant à l'Everest marathon le 29 mai 2009. Elle est installée en France depuis juin 2014.

## Compétitions internationales
| Date        | Course                                                 | Distance | Podium |
| ----------- | ------------------------------------------------------ | -------- | ------ |
| 17 mai 2015 | Championnat d’Europe de Skyrunning, Zegama, Espagne    | 42 km    | 15e    |
| 30 mai 2015 | Championnat du monde Trail IAU et IAAF, Annecy, France | 85 km    | 31e    |

## Podiums

### 2013
| Date         | Course                          | Distance | Podium |
| ------------ | ------------------------------- | -------- | ------ |
| 19 janvier   | Vibram Hong-kong                | 100 km   | 4e,    |
| 24 mars      | Hong-Kong Lantau                | 51 km    | 2e     |
| 29 mars      | Trail des 3 Vallées             | 353 km   | 1re    |
| 20 avril     | Annapurna Mandala Trail         | 190 km   | 1re    |
| 29 mai       | Tenzing-Hilary Everest Marathon | 42 km    | 2e     |
| 17 août      | Trail du Barlatay               | 50 km    | 1re    |
| 21 septembre | Humanitrail                     | 50 km    | 1re    |
| 29 septembre | Trail des aiguilles rouges      | 54 km    | 3e     |
| 6 novembre   | Solukhumbu Trail                | 223 km   | 1re    |
| 14 décembre  | The North Face Hong-Kong        | 100 km   | 1re    |

### 2014
| Date         | Course                              | Distance | Podium |
| ------------ | ----------------------------------- | -------- | ------ |
| 1er mars     | Anapurna Race                       | 100 km   | 1re    |
| 9 mars       | Derby des bois                      | 9,2 km   | 3e     |
| 5 avril      | Trail des Glaisins                  | 29 km    | 4e     |
| 19 avril     | Les princes en foulée               | 28 km    | 1re    |
| 3 mai        | Ultra Trail Ardechois               | 98 km    | 2e     |
| 11 mai       | Trail du Salève                     | 37 km    | 1re    |
| 25 mai       | Le petit Savoyard                   | 23 km    | 2e     |
| 13 juillet   | Ice Trail Tarentaise Skyrunning     | 65 km    | 7e     |
| 3 août       | Courchevel X Trail                  | 54 km    | 2e     |
| 16 août      | Trail des Hauts Forts               | 43 km    | 1re    |
| 7 septembre  | La ventre à Terre                   | 13 km    | 2e     |
| 14 septembre | Serre Che Trail                     | 48 km    | 2e     |
| 21 septembre | Ecotrail Sommand                    | 20 km    | 1re    |
| 28 septembre | Championnat de France de trail long | 63 km    | 7e     |
| 16 novembre  | Course de la Colline                | 11.7 km  | 2e     |

Toutes ses courses sur Kikourou